# White River (Yukon River)
Der White River (englisch für „weißer Fluss“) ist ein 265 Kilometer langer Fluss, der seinen Ursprung am Russell-Gletscher im US-Bundesstaat Alaska hat, von dort in das kanadische Yukon-Territorium fließt und schließlich in den Yukon River mündet. Sein Einzugsgebiet beträgt 50.500 km², davon 12.500 km² in Alaska.

## Name
Der Fluss erhielt den Namen aufgrund seiner Färbung durch mitgeführte Sedimente. Über den Donjek River erhält er Gletscherwasser vom Kluane Lake und führt dieses in den Yukon River. Das Mündungsdelta in den Yukon River ist weit verzweigt und verändert sich ständig, da der White River täglich Tonnen von Sedimenten mit sich führt. Ab dieser Mündungsstelle ist das Wasser des Yukon River aufgrund der Trübungen durch die Sedimente nicht mehr ungefiltert als Trinkwasser verwendbar.

## Verkehr
Der Alaska Highway überquert in der Nähe der kanadischen Siedlung Beaver Creek den Fluss auf seiner einzigen Brücke.